# Whitechapel (együttes)
A Whitechapel egy amerikai deathcore együttes. 2006-ban alapította meg Phil Bozeman és Ben Savage a Tennessee állambeli Knoxvilleben. A zenekar a londoni Whitechapel városrész után kapta a nevét, ahol Hasfelmetsző Jack tevékenykedett. Hat nagylemezt készítettek, kiadóik a Metal Blade Records, Candlelight Records és Siege of Amida (Ferret Music).

## Tagok
- Phil Bozeman – vokál (2006–)
- Ben Savage – szólógitár (2006–)
- Alex Wade – ritmus gitár(2006–)
- Gabe Crisp – basszusgitár (2006–)
- Zach Householder – ritmus és szólógitár (2007–)

Turnétagok
- Ernie Iniguez – dobok (2017–)

## Diszkográfia
Stúdióalbumok
- The Somatic Defilement (2007)
- This is Exile (2008)
- A New Kind of Corruption (2010)
- Whitechapel (2012)
- Our Endless War (2014)
- Mark of the Blade (2016)
- The Valley (2019)
- Kin (2021)